# Grzegorz Wajs
Grzegorz Wajs (Sierpc, 12 maart 1973) is een voormalig Pools wielrenner. Wajs was prof van 1998 tot 2004 en won onder meer een etappe in de Ronde van Japan. Hij reed zijn gehele carrière voor kleine Poolse ploegen, waaronder Mróz en DHL-Author.

## Belangrijkste overwinningen
1997
Memoriał Andrzeja Trochanowskiego
2000
4e en 15e etappe Commonwealth Bank Classic
6e etappe Ronde van Japan
2001
Memorial Grundmanna I Wizowskiego

## Ploegen
- 1998 –  Mróz
- 1999 –  Mróz
- 2000 –  Mróz-Supradyn
- 2001 –  Mróz-Supradyn
- 2002 –  Ambra-SNC (tot 31-07)
- 2003 –  DHL-Koop
- 2004 –  DHL-Author